# 덕신초등학교 (충북)
덕신초등학교는 충청북도 충주시에 있는 공립 초등학교이다.

## 학교 연혁
- 1946년 10월 1일: 개교
- 1952년 2월 26일: 제 1회 졸업식.
- 1971년 3월 1일: 19학급 편성 (970명)
- 1996년 3월 1일: 덕신초등학교로 개칭.
- 2004년 12월 27일: 교사 전면 개축 완공
- 2011년 3월 1일: 충청북도교육청지정 개정교육과정 시범학교 운영(1년)
- 2012년 3월 1일: 충청북도교육청지정 영재교육 시범학교 지정
- 2014년 3월 1일: 7학급 편성(특수학급 1학급 포함)

## 참고 자료
- 덕신초등학교 - 한국교육학술정보원 학교알리미